# Johannes Lachmann

Johannes Lachmann, um 1858

Karl Friedrich Johannes Lachmann (* 1. August 1832 in Braunschweig; † 7. Juli 1860 in Bonn) war ein deutscher Agrikulturbotaniker und arbeitete als Lehrer der Naturgeschichte an der königlichen höheren landwirtschaftlichen Lehranstalt in Poppelsdorf.

## Leben
Johannes Lachmann war der Sohn des Biologen Heinrich Lachmann. Er studierte Naturwissenschaften an der Universität Göttingen und wurde 1855 an der Medizinischen Fakultät der Universität Berlin zum Dr. med. promoviert. Ab 1857 war er Dozent für Botanik, Zoologie und Mineralogie an der Landwirtschaftlichen Lehranstalt in Poppelsdorf bei Bonn.
Lachmann war ein Schüler der Mediziner Johannes Müller und  Rudolf Virchow. Er war der Erste, der die Knöllchen der Leguminosen als bakterienähnliche, physiologisch bedeutsame Organe erkannte. Er vermutete, dass diese Knöllchen die nach dem Anbau von Leguminosen beobachtete Stickstoffanreicherung der Böden bewirken. Seine Veröffentlichung unter dem Titel Ueber Knollen an den Wurzeln der Leguminosen, erschienen 1858 in den „Hausmitteilungen“ der Bonner Landwirtschaftlichen Lehranstalt, blieb jedoch unbeachtet. Lachmann starb bereits 1860. Erst nachdem Hermann Hellriegel im Jahre 1886 die biologische Stickstoffbindung durch Bakterien experimentell nachgewiesen hatte, wurde Lachmanns Beitrag aus dem Jahre 1858 wiederentdeckt und 1891 nochmals in Biedermanns Central-Blatt für Agrikulturchemie abgedruckt.
Lachmann war 1851 in die Freimaurerloge „Carl zur gekrönten Säule“ in Braunschweig aufgenommen worden.

## Veröffentlichung
- Ueber Knollen an den Wurzeln der Leguminosen. In: Landwirthschaftliche Mittheilungen. Zeitschrift der Königlichen höheren landwirthschaftlichen Lehranstalt und der damit vereinigten landwirthschaftlichen Versuchsstation zu Poppelsdorf. Wiegand & Hempel, Berlin 1858, OCLC 310954181. Heft 1, S. 34–52. (= Biedermanns Central-Blatt für Agrikulturchemie und rationellen Landwirtschaftsbetrieb. Jg. 20, 1891, S. 837–854.)
- mit René-Édouard Claparède: Études sur les infusoires et les rhizopodes. (deutsch: Über Infusorien und Rhizopoden) Kessmann, Genf 1858–61, OCLC 16156462.